# Semidalis frommeri
Semidalis frommeri is een insect uit de familie van de dwerggaasvliegen (Coniopterygidae), die tot de orde netvleugeligen (Neuroptera) behoort. 
De wetenschappelijke naam Semidalis frommeri is voor het eerst geldig gepubliceerd door Meinander in 1974.